# Massimiliano Ammendola
Massimiliano Ammendola (Massa di Somma, Nápoles, Italia, 15 de mayo de 1990) es un exfutbolista italiano.

## Trayectoria
Crecido en la cantera del Napoli, en 2009 fue cedido a préstamo al Crociati Noceto y el año siguiente al Aversa Normanna, con los dos equipos militando en la Lega Pro Seconda Divisione.
En la temporada 2011/12 de la Serie A fue agregado al primer equipo del Napoli por el técnico Walter Mazzarri. Debutó el 21 de abril de 2012 ante el Novara (2-0 para los napolitanos), sustituyendo a Marek Hamšík.
En verano de 2012 fichó por el Botev Vratsa de Bulgaria como agente libre, debutando el 26 de agosto frente al Lokomotiv Sofia; el 22 de septiembre marcó un gol contra el Lokomotiv Plovdiv. En enero de 2013 fue transferido al Iraklis de Grecia.
En verano del mismo año fichó por el Sol de América, siendo el primer italiano en jugar en Paraguay; en Sudamérica totalizó 14 presencias y un gol. En 2014 volvió a su tierra natal para jugar con la Puteolana de la Serie D. Tras una breve experiencia en el Nuova Itri, en enero de 2016 se mudó al Isola di Procida de la Eccellenza Campania. Posteriormente, militó en otros clubes de Campania: San Tommaso, Frattese, Santa Maria Cilento, Virtus Avellino, San Giorgio y Ariano Irpino Accadia.

## Clubes
| Club                                      | País     | Año         |
| ----------------------------------------- | -------- | ----------- |
| Crociati Noceto (cedido)                  | Italia   | 2009 - 2010 |
| S. F. Aversa Normanna (cedido)            | Italia   | 2010 - 2011 |
| S. S. C. Napoli                           | Italia   | 2011 - 2012 |
| P. O. F. C. Botev Vratsa                  | Bulgaria | 2012        |
| Iraklis F. C.                             | Grecia   | 2013        |
| Club Sol de América                       | Paraguay | 2013 - 2014 |
| S. S. D. Puteolana 1902                   | Italia   | 2014 - 2015 |
| Nuova Itri Calcio                         | Italia   | 2015        |
| Isola di Procida Calcio                   | Italia   | 2015 - 2016 |
| A. C. D. San Tommaso                      | Italia   | 2016 - 2017 |
| S. S. D. Calcio Frattese                  | Italia   | 2017 - 2018 |
| S. S. D. Polisportiva Santa Maria Cilento | Italia   | 2018        |
| A. S. D. Virtus Avellino                  | Italia   | 2018 - 2019 |
| A. S. D. San Giorgio                      | Italia   | 2019 - 2020 |
| Ariano Irpino Accadia                     | Italia   | 2020 - 2021 |

## Palmarés

### Campeonatos nacionales
| Título         | Club            | País   | Año         |
| -------------- | --------------- | ------ | ----------- |
| Copa de Italia | S. S. C. Napoli | Italia | 2011 - 2012 |